# Jean Lionnet (musicologue)
Pour les articles homonymes, voir Jean Lionnet et Lionnet.
Jean Lionnet est un musicologue français né le 1er mai 1935 à Versailles et mort le 13 octobre 1998 à Viroflay.

## Biographie
Jean Lionnet naît le 1er mai 1935 à Versailles,.
Dans sa ville natale, il fait ses études générales au lycée Hoche et son apprentissage musical au Conservatoire, où il travaille le piano et la flûte auprès de Roger Bourdin, et chante dans le chœur de la cathédrale de Versailles sous la direction de Gaston Roussel,.
Il étudie ensuite à l'Institut des hautes études cinématographiques de Paris, où il obtient en 1959 un diplôme d'ingénieur du son,.
Entre 1962 et 1976, Jean Lionnet travaille dans l'industrie cinématographique, sur des réalisations de Federico Fellini, Michelangelo Antonioni, Joseph Losey et Luchino Visconti, notamment, avant de se tourner vers la musicologie. Installé depuis 1965 à Rome, il commence en 1977 des recherches sur place pour le Répertoire international des sources musicales. Il est chargé de cataloguer les manuscrits musicaux en Italie et s'intéresse en particulier à la collection Chigi de la Bibliotheca apostolica vaticana,.
En 1990, il revient en France, où il devient chercheur au Centre de musique baroque de Versailles. Au CMBV, il fonde la collection des Cahiers de musique, dans laquelle il édite des œuvres de Henry Du Mont et Marc-Antoine Charpentier, notamment,.
À partir de 1995, Jean Lionnet est membre du comité éditorial de la revue Early Music (en),.
Comme chercheur, ses travaux se concentrent sur la musique à Rome, en particulier les pratiques d'exécution et la chapelle papale, la musique française du XVIIe siècle et la circulation de la musique à l'époque baroque.
Jean Lionnet meurt le 13 octobre 1998 à Viroflay,.
Il était chevalier de l'ordre des Arts et des Lettres.

## Publications
Parmi les écrits de Jean Lionnet, figurent notamment :

### Ouvrage
- La musique à Saint-Louis des Français de Rome au XVIIe siècle, Venise, 1985.

### Articles
- « Les activités musicales de Flavio Chigi, cardinal, neveu d’Alexandre VII », in Studi musicali, 9 (1980) ;
- « La Salve de Sainte-Marie Majeure : la musique de la chapelle Borghese au 17ème siècle », in Studi musicali, 12 (1983) ;
- « Una svolta nella storia del collegio dei cantori pontifici : il decreto del 22 guigno 1665 contro Orazio Benevolo, origine e conseguenze », in Nuova rivista musicale italiana, 17 (1983) ;
- « André Maugars : riposta data a un curioso sul sentimento della musica d’Italia », in Nuova rivista musicale italiana, 19 (1985) ;
- « La Cappella Pontificia e il regno di Napoli durante il Seicento », in La musica a Napoli durante il Seicento (Naples, 1985) ;
- « Un musicista dimenticato : Dionigio Fregiotti », in Händel e gli Scarlatti a Roma (Rome 1985) ;
- « La musique à Santa Maria della Consolazione au 17ème siècle », Note d'archivio per la storia musicale, nouvelle sér., 4 (1986) ;
- « Palestrina e la Cappella Pontificia », in Studi palestriniani II: Palestrina (1986) ;
- « Une partition inconnue d’Alessandro Scarlatti », in Studi musicali, 15 (1986) ;
- « L’évolution du répertoire de la Chapelle Pontificale au cours du 17ème siècle », in International Musicological Society Congress Report XIV (Bologne 1987) ;
- « Performance Practice in the Papal Chapel during the 17th Century », in Early Music, 15 (1987) ;
- « Une « mode française » à Rome au XVIIe siècle », in Revue de musicologie, 77 (1991) ;
- « La Sapienza e la musica nel Seicento », in Roma e lo studium urbis: spazio urbano e cultura dal Quattro al Seicento: Rome 1989, éd. P. Cherubini (Rome, 1992) ;
- « La diffusion des manuscrits musicaux en Europe au XVIIe siècle », in Les samedis musicaux du château de Versailles, 9 mai–5 septembre (Versailles, 1992) ;
- « La musique à San Giacomo degli Spagnoli au XVIIe siècle et les archives de la Congrégation des Espagnols de Rome », in La musica a Roma attraverso le fonti d’archivio (Rome 1992) ;
- « The Borghese Family and Music during the First Half of the Seventeenth Century », Music & Letters, 74 (1993) ;
- « Le répertoire des vêpres papales », in Collectanea II: Studien zur Geschichte der päpstlichen Kapelle, éd. B. Janz (Rome, 1994) ;
- « Les événements musicaux de la légation du cardinal Flavio Chigi en France, été 1664 », in Studi musicali, 25 (1996).